# ميلاني والترز
ميلاني والترز (بالإنجليزية: Melanie Walters)‏ هي ممثلة بريطانية، ولدت في 1962 في Mumbles (district) ‏ في المملكة المتحدة.

## وصلات خارجية
- ميلاني والترز على موقع IMDb (الإنجليزية)
- ميلاني والترز على موقع قاعدة بيانات الفيلم (الإنجليزية)